# Sparta (moderní město)
Sparta (řecky Σπάρτη Sparti) je město v krajské jednotce Lakónie v Řecku. Starověká Sparta byla známá jako silný řecký stát, moderní Sparta byla založena v 19. století blízko starověké lokality, ze které se však skoro nic nedochovalo. Žije zde přibližně 17 tisíc obyvatel. Jde o hlavní město kraje Lakónie (Lakedemonía).
V okolí Sparty se pěstují hlavně olivy a citrusy. Ve městě můžeme navštívit archeologické muzeum, Akropoli, starověké divadlo, chrám bohyně Athény, hrobku krále Leónida a kostel sv. Nikóna z 10. století. Starostou města je Stavros Argeitakos (2012).

## Dějiny

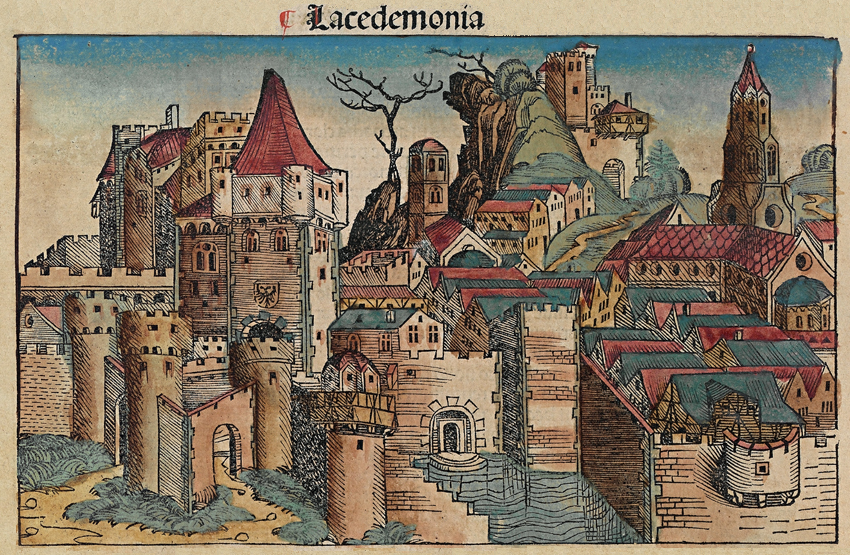
Byzantská Lakedemonía

Poté, co v 7. století na západní Peloponés vtrhli Slované, se usadili nedaleko od Sparty v pohoří Taugetos a odsud ovládali Řeky. Mnozí obyvatelé Lakónie, tedy i Sparty, odešli, někteří odešli na Sicílii, jiní na peloponéský poloostrov Mani, jiní do města Monemvasia, další do Tsakónie, tedy na východní Peloponés a zde si uchovali své dórské zvyky i dialekt dodnes. Řekové z Mani jsou známí jako výborní bojovníci. V 9. století byla moc Slovanů definitivně zničena Byzancí a na posílení místního řeckého obyvatelstva bylo do Lakónie přivedeno řecké obyvatelstvo z jižní Itálie, Sicílie a Malé Asie. Byzantská vláda na troskách Sparty vytvořila město Lakedemonía, podle kraje Lakónie, který se také nazýval Lakedemonía. V tomto městě kromě Řeků žili i Židé a Arméni. Město bylo důležitým centrem Peloponésu a sídlo patriarchy. V 10. století zde působil svatý Nikón. Ve 13. století město ovládli Benátčané. Benátští kupci se také usadili ve městě a později se s Řeky smísili. V roce 1263 se však obyvatelé přestěhovali z Lakedemoníe do nového města, do blízké Mystry, která se stala důležitým centrem. Mystru v 15. století dobyli Turci.
V roce 1834, tedy těsně po osvobození Řecka od Turků, řecký král Ota I. postavil nové město, Sparti, na místě starověké lokality a středověké Lakedemoníe. Byli sem přesídleni obyvatelé z nedaleké Mytsty, protože pocházeli ze Sparty.